# Mikkel Korsbjerg
Mikkel Korsbjerg, né le 23 juillet 1976, est un joueur professionnel de squash représentant le Danemark. Il atteint en mai 2003 la 48e place mondiale sur le circuit international, son meilleur classement. Il est champion du Danemark à quatre reprises entre 2001 et 2005. 
Son frère jumeau Mads Korsbjerg est également joueur professionnel de squash.

## Palmarès

### Titres
- Championnats du Danemark : 4 titres (2001, 2002, 2004, 2005)